# Полиэтизм
Полиэтизм — фиксированные различия в выполнении разными особями определённого круга функций у общественных насекомых — муравьёв и термитов. Фактически, полиэтизм — это разделение труда у общественных насекомых. Термин предложен Уиром в 1958 году. Если функция связана только с возрастом, то это возрастной полиэтизм; если функция выполняется постоянно — постоянный, или «кастовый», полиэтизм. «Кастовый» полиэтизм тесно связан с явлением кастового полиморфизма. 